# Baba Joon
Pour plus de détails, voir Fiche technique et Distribution.
Baba Joon (hébreu : באבא ג'ון) est un film dramatique israélien réalisé par Yuval Delshad et sorti en 2015. Il a été projeté dans la section Contemporary World Cinema au Festival international du film de Toronto 2015 et a remporté le prix du meilleur film aux Ophirs du cinéma en 2015.
Le film est sélectionné comme entrée israélienne pour l'Oscar du meilleur film en langue étrangère à la 88e cérémonie des Oscars qui s'est déroulée en 2016.

## Fiche technique
- Réalisation : Yuval Delshad
- Date de sortie : 2015

## Distribution
- Asher Avrahami
- David Diaan
- Rafael Eliasi
- Navid Negahban
- Viss Elliot Safavi